# Phare de Trézien
Phare de Trézien ist der Name eines 1894 erbauten Leuchtturms 500 m landeinwärts der Gemeinde Plouarzel im Département Finistère in der Bretagne. Er besitzt eine Tragweite von 23 Seemeilen und markiert die Grenze des Atlantiks zum Ärmelkanal.
Er ist nach dem Leuchtturm Saint-Mathieu und Kermorvan der dritte in Richtung Norden, der zur Chenal-du-Four-Passage führt, einem wichtigen Seeweg zwischen Festland und Molène-Archipel.
Er kann im Sommer besichtigt werden.